# Colúmbia (supercontinent)
Colúmbia és el nom d'un dels primers supercontinents que hauria existit fa aproximadament 1.500-1.800 milions d'anys, durant l'era paleoproterozoica. També és conegut amb el nom de Nuna i, més recentment, d'Hudsonlàndia o Hudsònia. Estava constituït de protocratons que han estat més tard l'origen de Laurentia i Baltica, de la Ucraïna, de l'Amazònia, d'Austràlia i, potser, de Sibèria, del nord de la Xina i del Kalahari. L'existència de Colúmbia està basada en la interpretació de dades paleomagnètiques. La seva extensió màxima era de 12.900 km.